# Günther Hießleitner

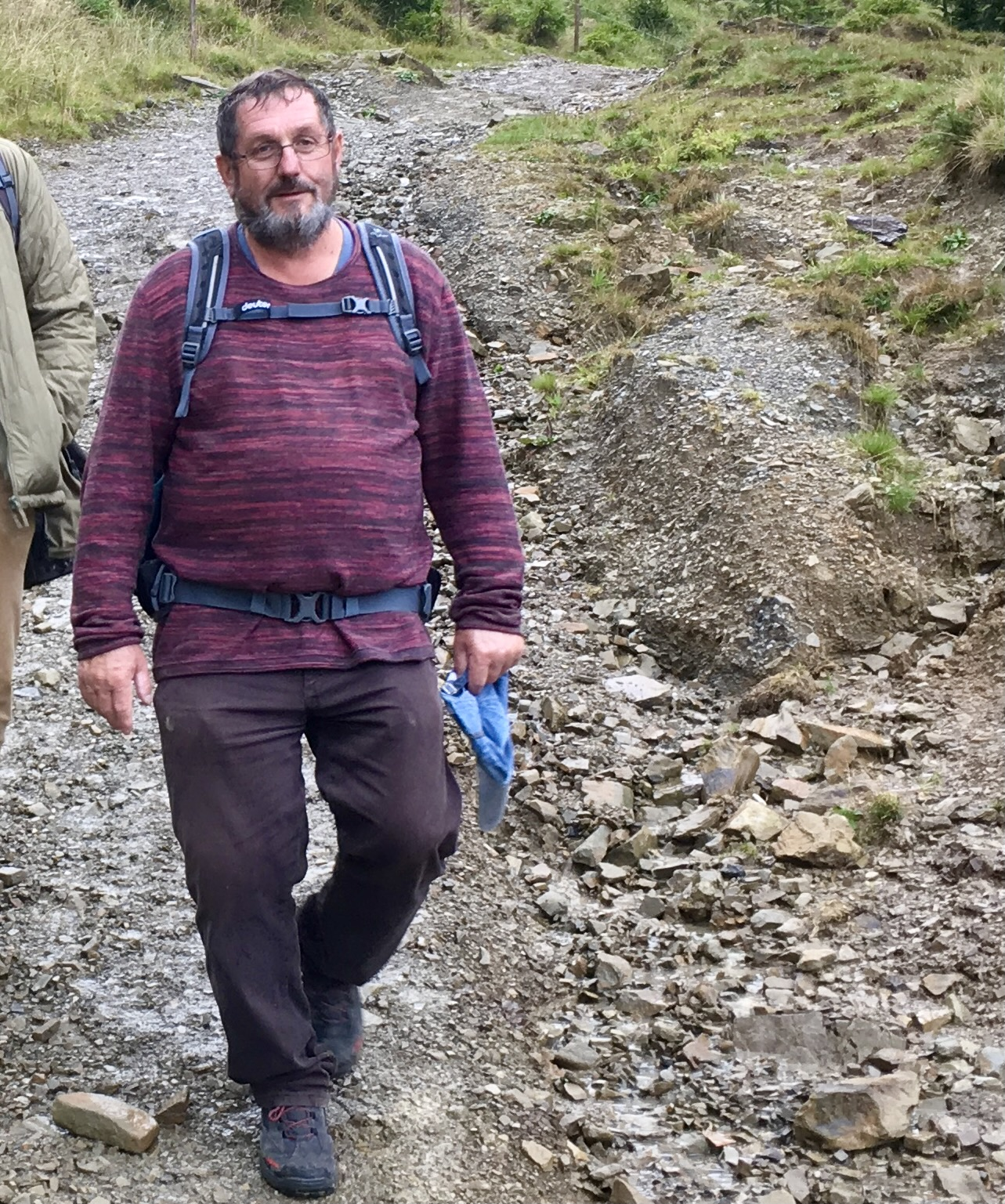
Günther Hießleitner (2017)

Günther Hießleitner (* 1. Januar 1955 in Weißenbronn, Landkreis Ansbach; † 22. Mai 2021 in Erlangen) war ein deutscher Schriftsteller und Sozialpädagoge.

## Werdegang
Hießleitner wuchs auf dem Bauernhof seiner Eltern in Weißenbronn im Landkreis Ansbach auf. Nach dem Abitur gehörte er zum Gründungsteam der alternativen Literaturzeitschrift Die Gießkanne. Textbeispiel von 1976:
fort von dir
leicht ist es nicht / aus deinen achselhöhlen / aufzutauchen / und sich mit den augen / regelmäßige leitpfähle / aus der dunkelheit / zu holen / auf straßen / die sich strecken / und röcheln wie / säue / allein der / geruch deines körpers / ist es / der an mir klebt / und mich zufrieden stimmt
Mit seinen minimalistischen Mundartgedichten und Kurzgeschichten in Hochdeutsch trat er in den 1970er Jahren als Autor und Produzent in einigen Pop-Sunday-Sendungen des Bayerischen Rundfunks auf. Nach dem Sozialpädagogikstudium und anschließender Beratungstätigkeit wechselte er in die Presse- und Öffentlichkeitsarbeit der Diakonie Neuendettelsau, wo er bis zu seinem Renteneintritt tätig war. Im Rahmen des 90-jährigen Bestehens des Posaunenchores Weißenbronn wurde er 2019 für 50-jähriges ehrenamtliches musikalisches Engagement geehrt. Im ars vivendi verlag erschien 1997 sein Mundartlyrik-Gedichtband Eipflanzd und Worzln gschloogn (Eingepflanzt und Wurzeln geschlagen). 2017 erschien außerdem Alles hadd sei Zeid (Alles hat seine Zeit).
Günther Hießleitner hinterließ drei Töchter und mehrere Enkel.

## Werke
- Eipflanzt und Worzln gschlogn. ars vivendi verlag, Cadolzburg 1997, ISBN 978-3-931043-91-9.
- Alles hadd sei Zeid. ars vivendi verlag, Cadolzburg 2017, ISBN 978-3-86913-895-4.